# Ловелл (Вайомінг)
Ловелл (англ. Lovell) — місто (англ. town) в США, в окрузі Біґ-Горн штату Вайомінг. Населення — 2243 особи (2020).

## Географія
Ловелл розташований за координатами 44°50′9″ пн. ш. 108°23′31″ зх. д. / 44.83583° пн. ш. 108.39194° зх. д. (44.835802, -108.391882).  За даними Бюро перепису населення США в 2010 році місто мало площу 2,86 км², уся площа — суходіл.

### Клімат
| Клімат : Ловелл                    | Клімат : Ловелл | Клімат : Ловелл | Клімат : Ловелл | Клімат : Ловелл | Клімат : Ловелл | Клімат : Ловелл | Клімат : Ловелл | Клімат : Ловелл | Клімат : Ловелл | Клімат : Ловелл | Клімат : Ловелл | Клімат : Ловелл | Клімат : Ловелл |
| Показник                           | Січ.            | Лют.            | Бер.            | Квіт.           | Трав.           | Черв.           | Лип.            | Серп.           | Вер.            | Жовт.           | Лист.           | Груд.           | Рік             |
| Абсолютний максимум, °C            | 17,2            | 21,7            | 25,6            | 31,1            | 36,1            | 39,4            | 41,1            | 40,6            | 37,2            | 31,7            | 22,2            | 18,9            | 41,1            |
| Середній максимум, °C              | −1,6            | 3,2             | 9,4             | 15,0            | 20,2            | 25,9            | 30,3            | 29,7            | 23,1            | 15,8            | 6,3             | −0,1            | 14,8            |
| Середня температура, °C            | −8,4            | −4              | 2,1             | 7,3             | 12,7            | 17,9            | 21,4            | 20,4            | 13,9            | 7,6             | −0,6            | −6,7            | 7,0             |
| Середній мінімум, °C               | −15,2           | −11,2           | −5,3            | −0,4            | 5,3             | 9,8             | 12,4            | 11,0            | 4,8             | −0,8            | −7,4            | −13,4           | −0,8            |
| Абсолютний мінімум, °C             | −39,4           | −37,2           | −28,9           | −13,9           | −7,8            | −1,1            | 3,3             | 0,0             | −8,3            | −22,2           | −32,8           | −38,9           | −39,4           |
| Норма опадів, мм                   | 6               | 4               | 8               | 15              | 31              | 25              | 19              | 15              | 19              | 17              | 6               | 6               | 171             |
| ---------------------------------- | --------------- | --------------- | --------------- | --------------- | --------------- | --------------- | --------------- | --------------- | --------------- | --------------- | --------------- | --------------- | --------------- |
| Джерело: NOAA (normals, 1971–2000) |                 |                 |                 |                 |                 |                 |                 |                 |                 |                 |                 |                 |                 |

## Демографія
Згідно з переписом 2010 року, у місті мешкало 2360 осіб у 909 домогосподарствах у складі 605 родин. Густота населення становила 826 осіб/км².  Було 1013 помешкання (355/км²).
Расовий склад населення:
| - 94,0 % — білих - 0,6 % — корінних американців - 0,6 % — азіатів - 0,3 % — чорних або афроамериканців - 3,5 % — осіб інших рас |

До двох чи більше рас належало 1,1 %. Частка іспаномовних становила 10,8 % від усіх жителів.
За віковим діапазоном населення розподілялося таким чином: 27,4 % — особи молодші 18 років, 53,3 % — особи у віці 18—64 років, 19,3 % — особи у віці 65 років та старші. Медіана віку мешканця становила 36,0 року. На 100 осіб жіночої статі у місті припадало 93,9 чоловіків;  на 100 жінок у віці від 18 років та старших — 94,6 чоловіків також старших 18 років.
Середній дохід на одне домашнє господарство  становив 52 632 долари США (медіана — 42 140), а середній дохід на одну сім'ю — 64 518 доларів (медіана — 53 583). Медіана доходів становила 49 700 доларів для чоловіків та 27 368 доларів для жінок. За межею бідності перебувало 11,6 % осіб, у тому числі 6,9 % дітей у віці до 18 років та 17,0 % осіб у віці 65 років та старших.
Цивільне працевлаштоване населення становило 1003 особи. Основні галузі зайнятості: освіта, охорона здоров'я та соціальна допомога — 23,8 %, сільське господарство, лісництво, риболовля — 14,6 %, будівництво — 14,0 %.
За даними перепису 2000 року,
на території муніципалітету мешкало 2281 людей, було 896 садиб та 613 сімей.
Густота населення становила 823,1 осіб/км². Було 1013 житлових будинків.
З 896 садиб у 31,9% проживали діти до 18 років, подружніх пар, що мешкали разом, було 54,9 %,
садиб, у яких господиня не мала чоловіка — 9,6 %, садиб без сім'ї — 31,5 %.
Власники 27,7 % садиб мали вік, що перевищував 65 років, а в 15,6 % садиб принаймні одна людина була старшою за 65 років.
Кількість людей у середньому на садибу становила 2,55, а в середньому на родину 3,14.
Середній річний дохід на садибу становив 30 745 доларів США, а на родину — 35 815 доларів США.
Чоловіки мали дохід 30 698 доларів, жінки — 20 313 доларів.
Дохід на душу населення був 13 772 доларів.
Приблизно 11,0 % родин та 14,9 % населення жили за межею бідності.
Серед них осіб до 18 років було 19,5 %, і понад 65 років — 8,3 %.
Середній вік населення становив 36 років.